# Islantilla

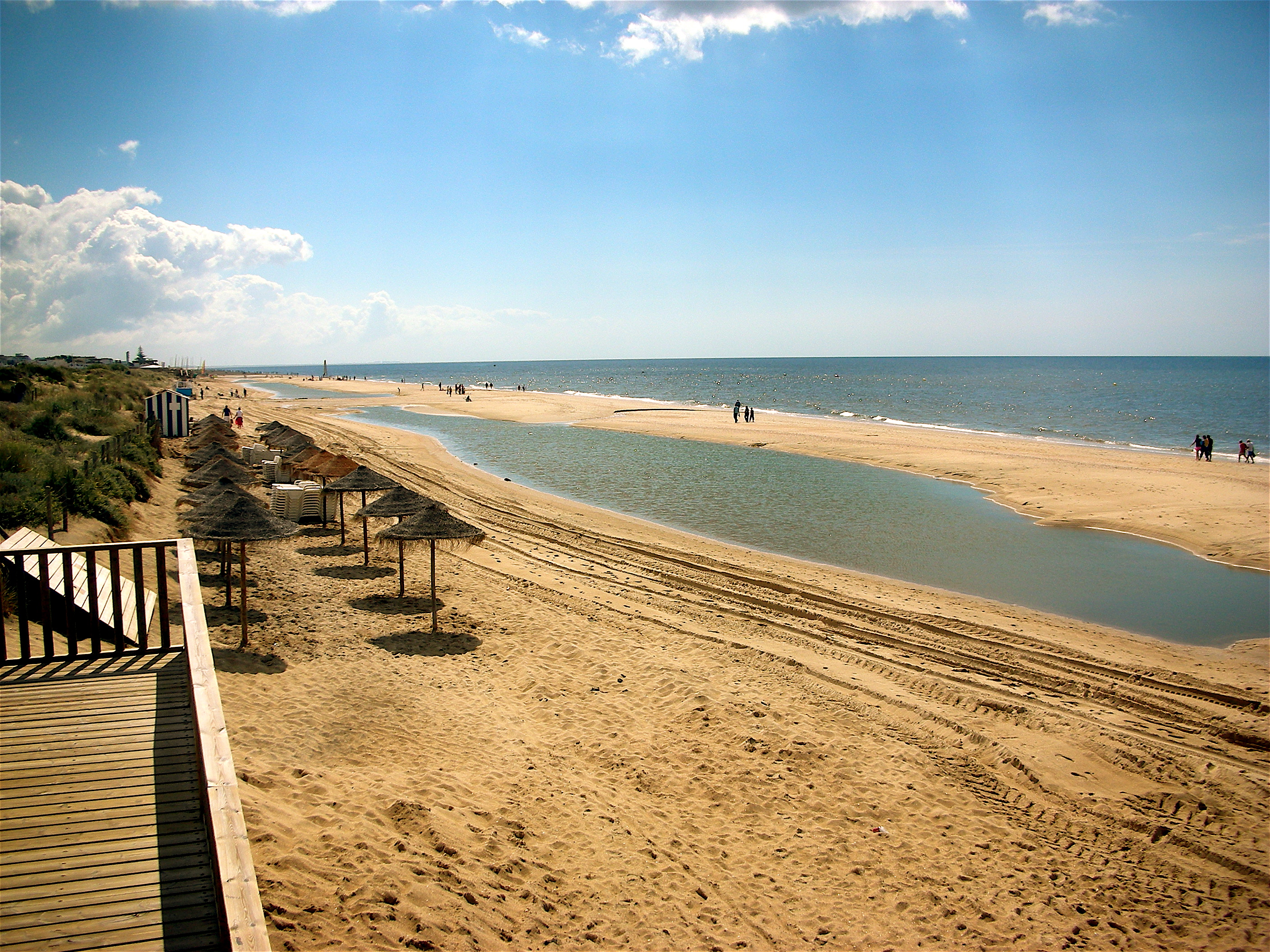
Plaża w Islantilli

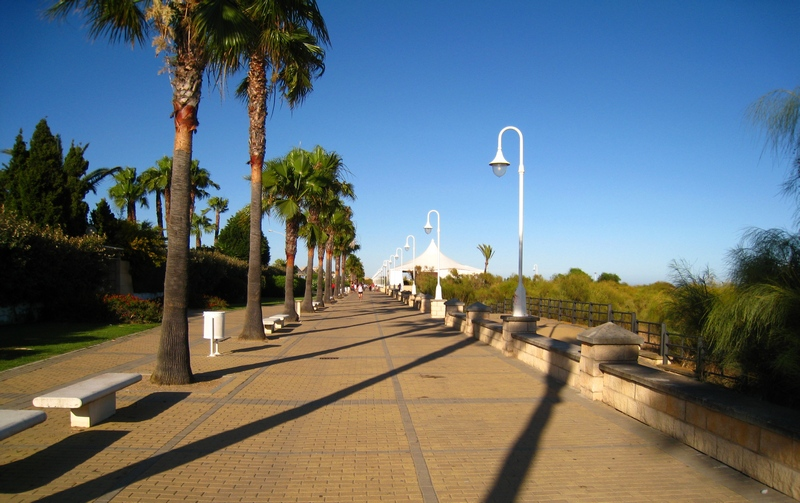
Deptak w Islantilli

Islantilla – nadmorska miejscowość w prowincji Huelva w Hiszpanii, położona między miejscowościami Lepe i Isla Cristina. W miejscowości znajduje się Klub Golfowy Islantilla.

## Historia
- 1991 – założona jako miejscowość turystyczna w prowincji Huelva
- 1992 – zostaje zbudowany pierwszy hotel Confortel i założone zostaje pole golfowe